# Przemysł spożywczy w Polsce

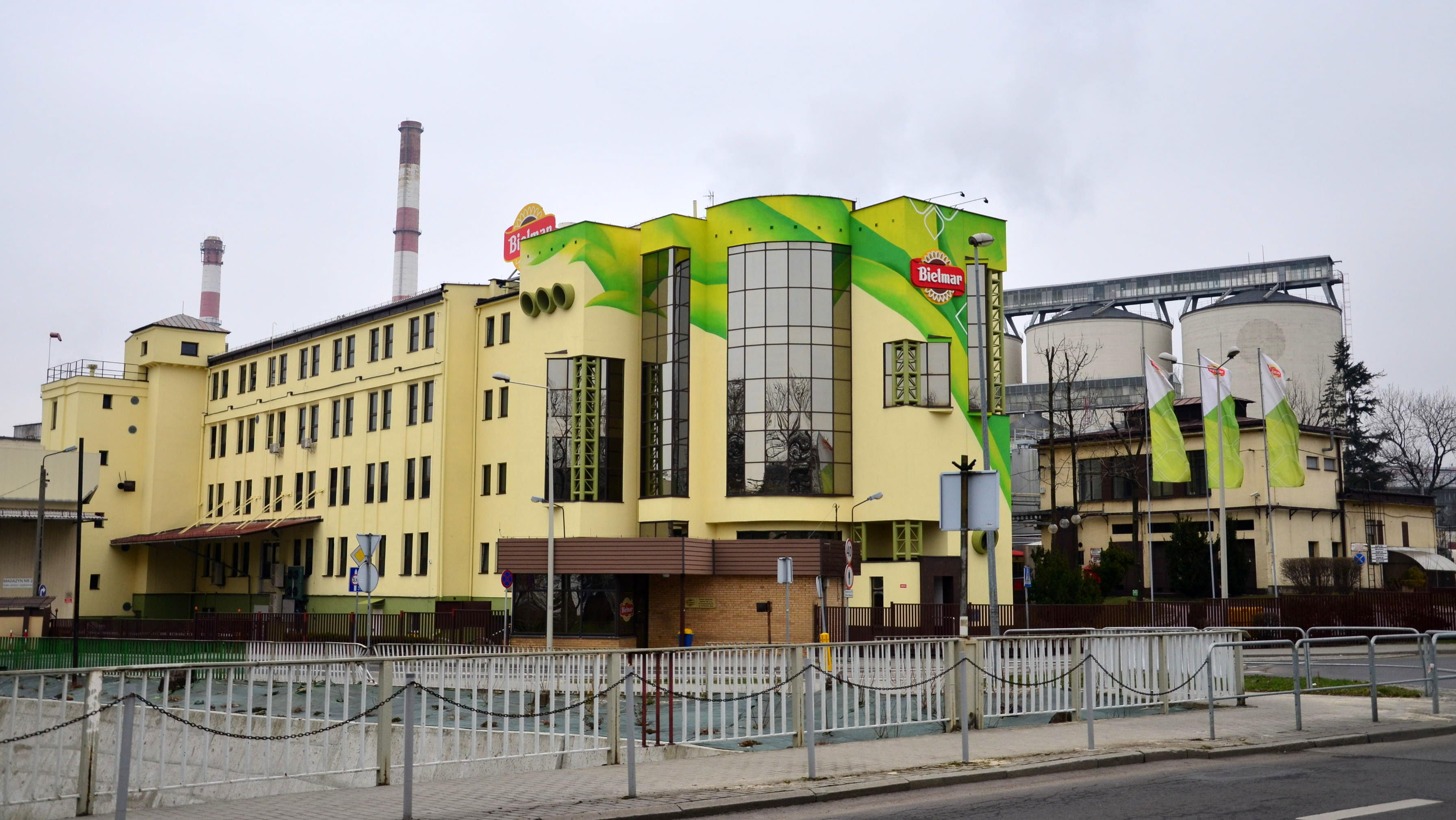
Zakłady Tłuszczowe Bielmar w Bielsku-Białej

Przemysł spożywczy w Polsce charakteryzuje duża liczba niewielkich i rozproszonych zakładów. Zakłady przetwórcze nawiązują do bazy surowcowej, jak np. przemysł cukrowniczy i owocowo-warzywny lub wykazują powiązania z bazą surowcową i rynkami zbytu, jak przemysł mięsny, mleczarski.

## Znaczenie przemysłu spożywczego
- zatrudnia 544 tys. osób[potrzebny przypis][kiedy?]
- wytwarza 20,2% produkcji sprzedanej przemysłu[potrzebny przypis][kiedy?]

## Zakłady przemysłu spożywczego
- browary
- słodownie
- cukrownie
- drożdżownie
- gorzelnie
- krochmalnie
- młyny
- mleczarnie

## Główne ośrodki przemysłu spożywczego
| Branże                                       | Główne ośrodki |
| -------------------------------------------- | --- |
| przemysł mięsny                              | Ełk, Białystok, Ostróda, Jarosław, Rawa Mazowiecka, Sokołów Podlaski, Krotoszyn, Olsztyn, Łyse, Sława, Opole                    |
| przemysł rybny                               | Gdańsk, Gdynia, Poznań, Szczecin, Kołobrzeg, Łeba, Grajewo, Władysławowo                                                        |
| przemysł mleczarski                          | Opole, Warszawa, Wysokie Mazowieckie, Grajewo, Radzyń Podlaski, Ostrów Mazowiecka, Lidzbark Warmiński, Lubawa, Pasłęk, Olsztyn  |
| przemysł olejarski                           | Katowice, Brzeg, Bielsko-Biała, Warszawa, Gdańsk, Bodaczów, Werbkowice                                                          |
| przemysł młynarski                           | Warszawa, Wrocław, Jarosław |
| przemysł cukrowniczy                         | Werbkowice, Krasnystaw, Glinojeck, Głogów, Ropczyce, Stargard                                                                   |
| przemysł cukierniczy (wyrobów czekoladowych) | Warszawa, Kraków, Poznań, Gdańsk, Racibórz, Dobre Miasto, Skarbimierz, Nysa, Otmuchów                                           |
| przemysł owocowo-warzywny                    | Tarczyn, Pińczów, Góra Kalwaria, Łowicz, Dwikozy, Tymbark, Rzeszów, Białystok, Olsztynek                                        |
| przemysł alkoholi                            | Tychy, Brzesko, Poznań, Lublin, Łańcut, Ostrów Wielkopolski, Białystok, Siedlce, Starogard Gdański, Zielona Góra, Łomża, Sierpc |
| przemysł słonych przekąsek                   | Skawina, Grodzisk Mazowiecki, Nysa, Otmuchów                                                                                    |
| przemysł koncentratów spożywczych            | Kotlin, Kalisz, Poznań, Płock                                                                                                   |